# Edvard Derkert
Edvard Derkert, född 1954 i Stockholm är en svensk bildkonstnär främst inom det digitala området. Derkert har varit verksam som konstnär, illustratör, journalist och grafisk formgivare sedan början av 1990-talet. Bland hans uppdragsgivare kan nämnas Aftonbladet på vars kultursidor han varit regelbundet förekommande sedan 1992, DN, Bonniers Förlag, Tidningen Vi, Ordfront med flera. Han har också skapat filmer, bland annat The Terrible State of Santé (2007). 
Derkert var tillsammans med Åsa Harvard 1994 med att starta nättidningen Interakt. Derkert var också delaktig i serietidningen Galagos tillkomst i slutet av 1970-talet. Derkert har också gjort sig känd som opponent mot samtidskonsten och akademiseringen av konstutbildningarna. I ett manifest förespråkar han en "icke textuell" förståelse av bildkonsten.